# Yamari Padilla
Yamari Padilla Collazo (Bayamón, 10 maggio ...) è una pallavolista portoricana, palleggiatrice delle Pinkin de Corozal.

## Carriera

### Giocatrice

#### Club
La carriera di Yamari Padilla inizia nei tornei scolastici portoricani. Si trasferisce in seguito negli Stati Uniti d'America, dove gioca nella lega universitaria NJCAA Division I con il Hillsborough, trasferendosi poi nella NCAA Division I, dove gioca dal 2008 al 2009 con la Middle Tennessee State. 
Firma il suo primo contratto professionistico in patria, disputando la Liga de Voleibol Superior Femenino 2016 con le Gigantes de Carolina. Nell'edizione seguente del torneo difende invece i colori delle Polluelas de Aibonito. Torna quindi in campo nella stagione 2019, quando passa alle Llaneras de Toa Baja, mentre nella stagione seguente si accasa alle Pinkin de Corozal.

### Allenatrice
Appena conclusa la carriera universitaria, resta negli Stati Uniti, diventando assistente allenatrice alla New Haven, in NCAA Division II, riprendo il ruolo per un triennio.